# Santa Maria (Schiff)
Die Santa Maria war das Flaggschiff von Christoph Kolumbus bei dessen erster Expedition, auf der er 1492 als erster Europäer der Neuzeit nach Amerika gelangte. Begleitet wurde sie von den deutlich kleineren Schiffen Niña und Pinta. Im Dezember 1492 erlitt sie Schiffbruch vor der Küste Hispaniolas. Die Santa Maria fuhr unter der Flagge der Königreiche Kastilien und León, die heute zu Spanien gehören.

## Geschichte
Das robuste Schiff hieß ursprünglich La Gallega („Die Galicierin“) nach der Region, in der es erbaut worden war. Es gehörte Juan de la Cosa, der es für die geplante Expedition an Kolumbus vermietete. De la Cosa befand sich bei der Reise an Bord, aber Christoph Kolumbus führte die Santa Maria als Kapitän bis zu ihrer Strandung.
Statt des westlichen Seewegs zu den Gewürzinseln Ostasiens, den  Kolumbus eigentlich suchte, entdeckte er Amerika, das den Europäern, abgesehen von den Skandinaviern, die um das Jahr 1000 nach Neufundland gelangten, bis dahin unbekannt geblieben war. Auf dieser ersten Expedition erreichte er noch nicht den amerikanischen Kontinent, sondern stieß am 12. Oktober 1492 zunächst auf die von ihren Bewohnern so genannte Insel Guanahani am nordöstlichen Rand der Bahamas, der Kolumbus den Namen San Salvador gab. Um welche Insel es sich dabei genau gehandelt hatte, ist bis heute nicht eindeutig geklärt.
Am 25. Dezember 1492 lief die Santa Maria auf eine Sandbank vor Hispaniola, der Insel, die sich heute Haiti und die Dominikanische Republik teilen. Da das Schiff nicht zu retten war, wurde sein Holz für den Bau der ersten spanischen Siedlung auf amerikanischem Boden, La Navidad, verwendet, in der Kolumbus etwa 30 bis 35 seiner Leute zurückließ.
Wie erst im Mai 2014 bekannt wurde, fanden Forscher 2003 vor der Küste Haitis ein Wrack, das sie für den Überrest der Santa Maria hielten. Nach Untersuchungen der UNESCO ist das Wrack jedoch viel zu modern und stammt wahrscheinlich aus dem 17. oder 18. Jahrhundert.

## Schiffstyp und Aufbau
Kolumbus selbst bezeichnete die Santa Maria einfach mit dem Wort Nao, dem altspanischen Ausdruck für Schiff. Bis heute ist umstritten, welcher Schiffsart die Santa Maria genau zuzuordnen ist.  Vom Aufbau her scheint sie eine Karavelle gewesen zu sein. Ihre Besegelung ähnelt dagegen mehr der einer Karacke, als die sie heute meist bezeichnet wird.
Genau wie zum Schiffstyp, lassen sich auch zu den Abmessungen der Santa Maria keine völlig exakten Angaben machen. Denn:

„Weder die allgemeine Literatur über die Schifffahrt, noch die spanische Fachliteratur liefern genaue Angaben zu den Schiffen des Kolumbus. Was wir wissen, stammt größtenteils aus dem Logbuch des Genueser Navigators.“

Die folgenden Angaben und die in der Infotabelle sind also Näherungswerte. Der Großmast soll eine Höhe von ca. 26,6 m gehabt haben. An ihm waren sowohl ein mit einem roten Kreuz verziertes Haupt- als auch ein zusätzliches Topsegel befestigt. Der Fockmast war mit einem Rahsegel ausgestattet, während der Besanmast mit einem Lateinersegel versehen war. Darüber hinaus konnten an der Rahe zwei Leesegel und am Bugspriet noch die Bugsprietsegel gesetzt werden.
Kolumbus vermerkte nach der Strandung im Logbucheintrag vom 26. Dezember 1492: „[…], denn die Santa Maria war ein sehr schwerfälliges Schiff und für Entdeckungsfahrten nicht geeignet.“

## Sonstiges
Nach Kolumbus’ Flaggschiff ist der Marskrater Santa Maria benannt.